# Coustouges
Coustouges  est une commune française située dans le sud-est du département des Pyrénées-Orientales, en région Occitanie. Sur le plan historique et culturel, la commune est dans le Vallespir, ancienne vicomté (englobée au Moyen Âge dans la vicomté de Castelnou), rattachée à la France par le traité des Pyrénées (1659) et correspondant approximativement à la vallée du Tech, de sa source jusqu'à Céret.
Exposée à un climat océanique altéré, elle est drainée par la rivière de Saint-Laurent et par deux autres cours d'eau. La commune possède un patrimoine naturel remarquable composé de deux zones naturelles d'intérêt écologique, faunistique et floristique.
Coustouges est une commune rurale qui compte 93 habitants en 2022, après avoir connu un pic de population de 600 habitants en 1846. Ses habitants sont appelés les Coustougiens ou  Coustougiennes.

## Géographie

### Localisation
La commune de Coustouges se trouve dans le département des Pyrénées-Orientales, en région Occitanie et est frontalière avec l'Espagne (Catalogne).
Sur le plan historique et culturel, Coustouges fait partie du Vallespir, ancienne vicomté (englobée au Moyen Âge dans la vicomté de Castelnou), rattachée à la France par le traité des Pyrénées (1659) et correspondant approximativement à la vallée du Tech, de sa source jusqu'à Céret.
Elle se situe à 42 km à vol d'oiseau de Perpignan, préfecture du département, à 16 km de Céret, sous-préfecture, et à 12 km d'Amélie-les-Bains-Palalda, bureau centralisateur du canton du Canigou dont dépend la commune depuis 2015 pour les élections départementales.
La commune fait en outre partie du bassin de vie d'Amélie-les-Bains-Palalda.
Les communes les plus proches sont : 
Saint-Laurent-de-Cerdans (3,6 km), Serralongue (8,4 km), Le Tech (9,9 km), Arles-sur-Tech (10,0 km), Montferrer (10,3 km), Lamanère (10,7 km), Amélie-les-Bains-Palalda (12,1 km), Corsavy (12,4 km).
|             | Saint-Laurent-de-Cerdans |                                                   |
| Serralongue | Coustouges               | Maçanet de Cabrenys (Espagne, par un quadripoint) |
|             | Albanyà (Espagne)        |                                                   |

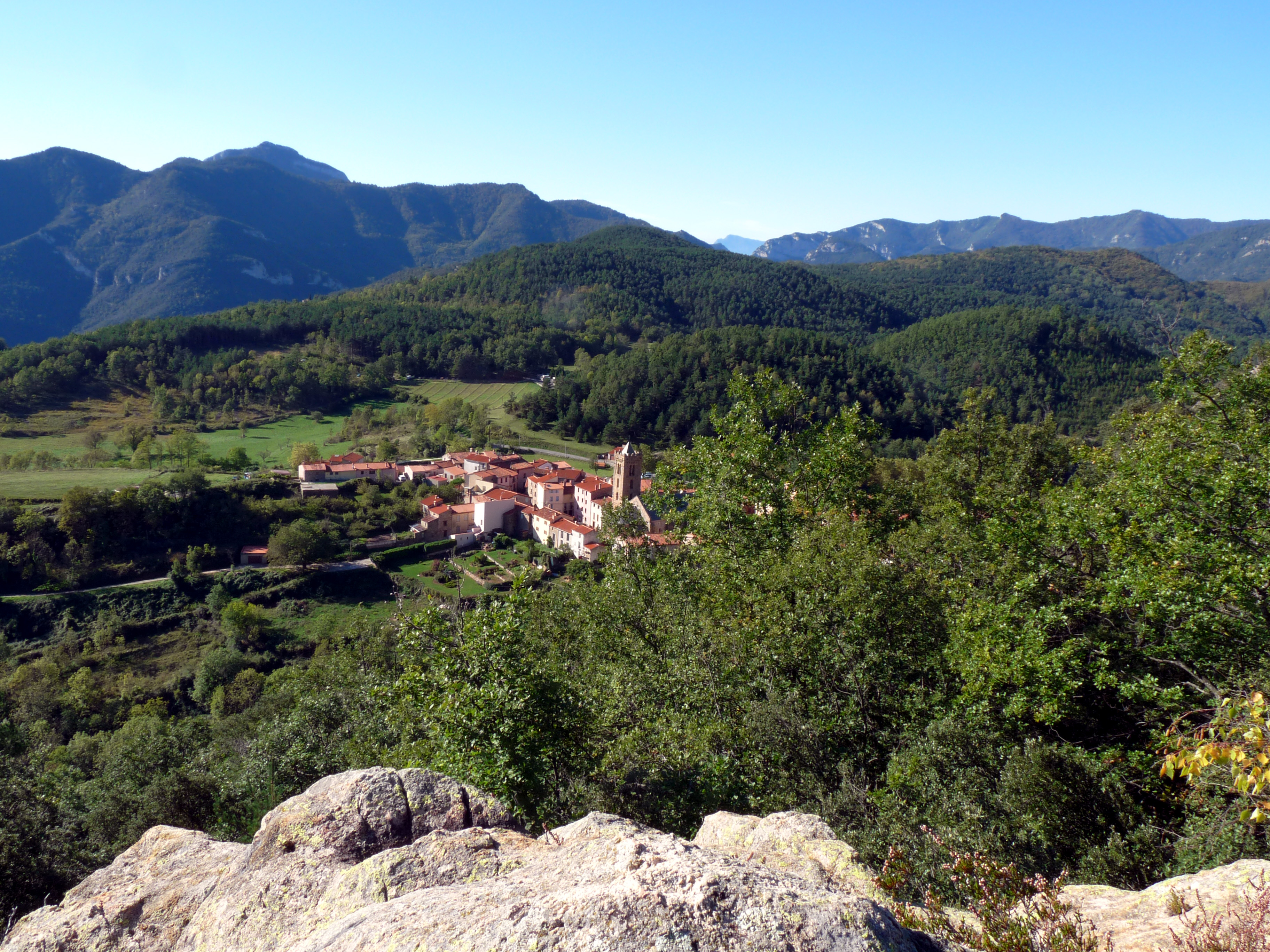
Situation géographique.
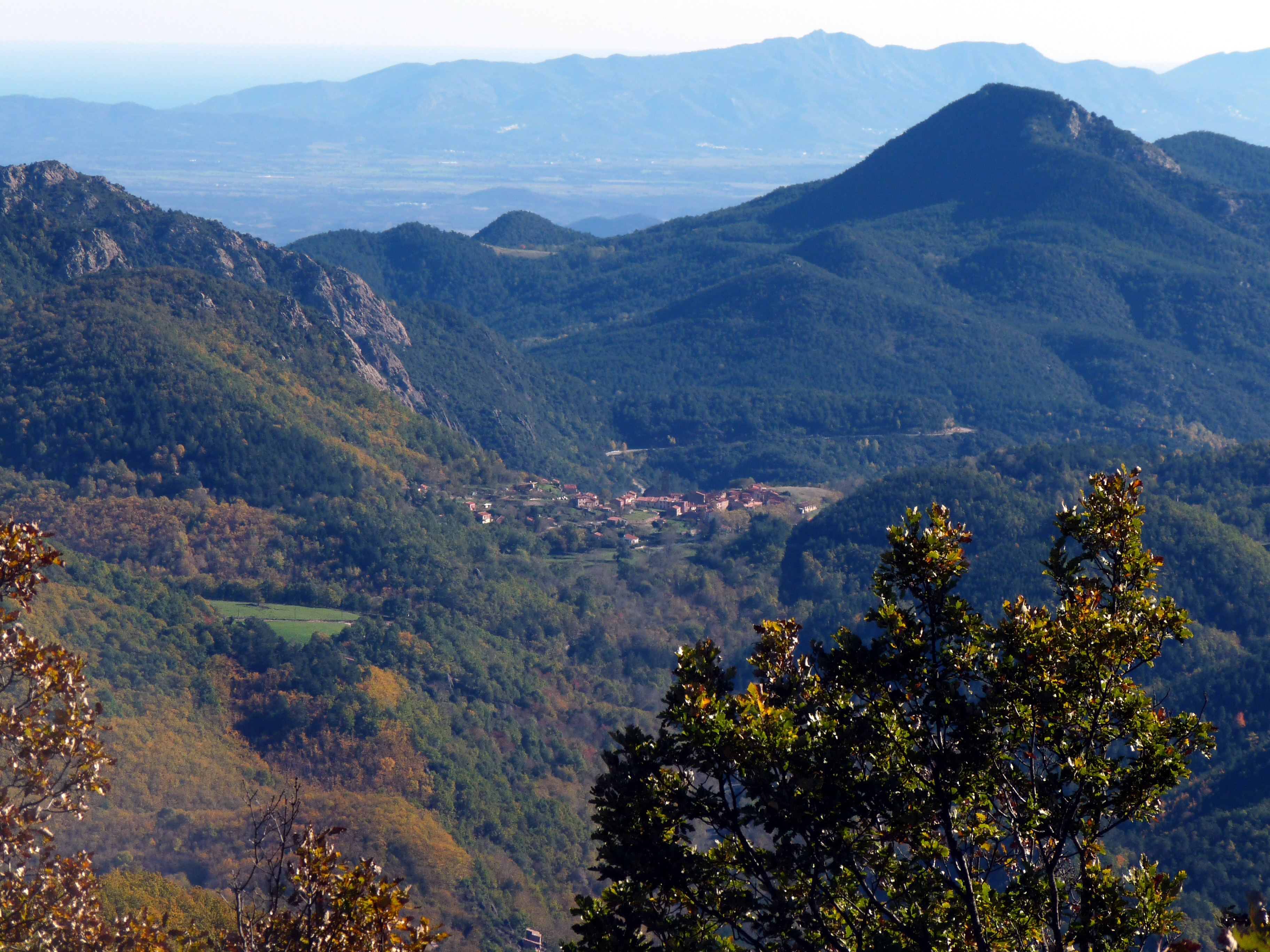
Situation géographique.

### Géologie et relief

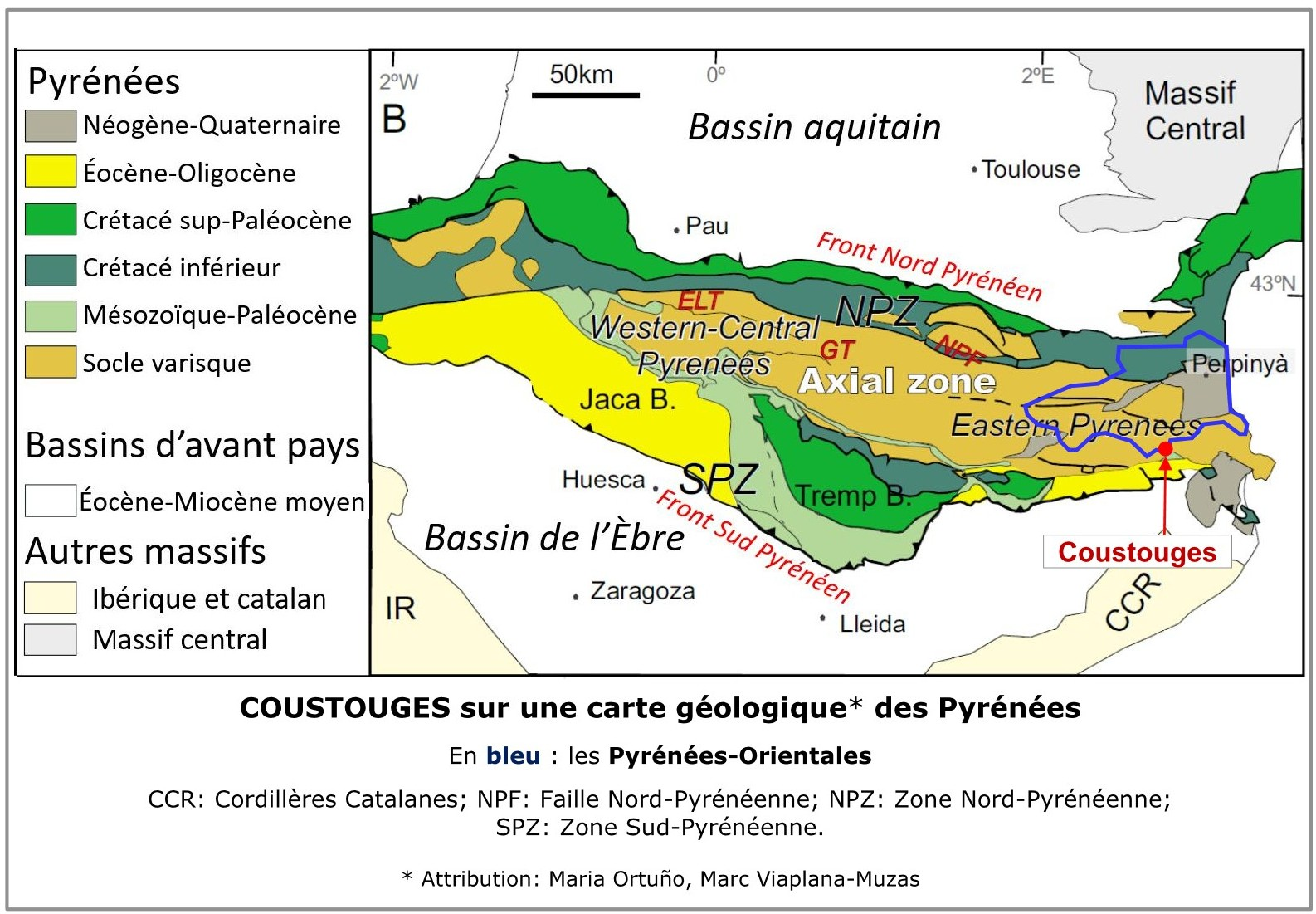
Coustouges sur une carte de la zone axiale des Pyrénées

La commune de Coustouges se situe sur la limite méridionale de la zone axiale des Pyrénées, certaines formations géologiques de la zone couverte par la commune étant déplacées par des failles. Pour l'essentiel, on distingue :

- deux secteurs de granite hercynien de la zone axiale (à l'ouest de la commune, et au nord du village) ;

- des secteurs relativement étroits de conglomérats paléocènes et de grès rouges le long des limites méridionales du granite ; et

- un secteur au sud du village de marnes, de calcaires et de grès crétacés et éocènes.
La commune est classée en zone de sismicité modérée.

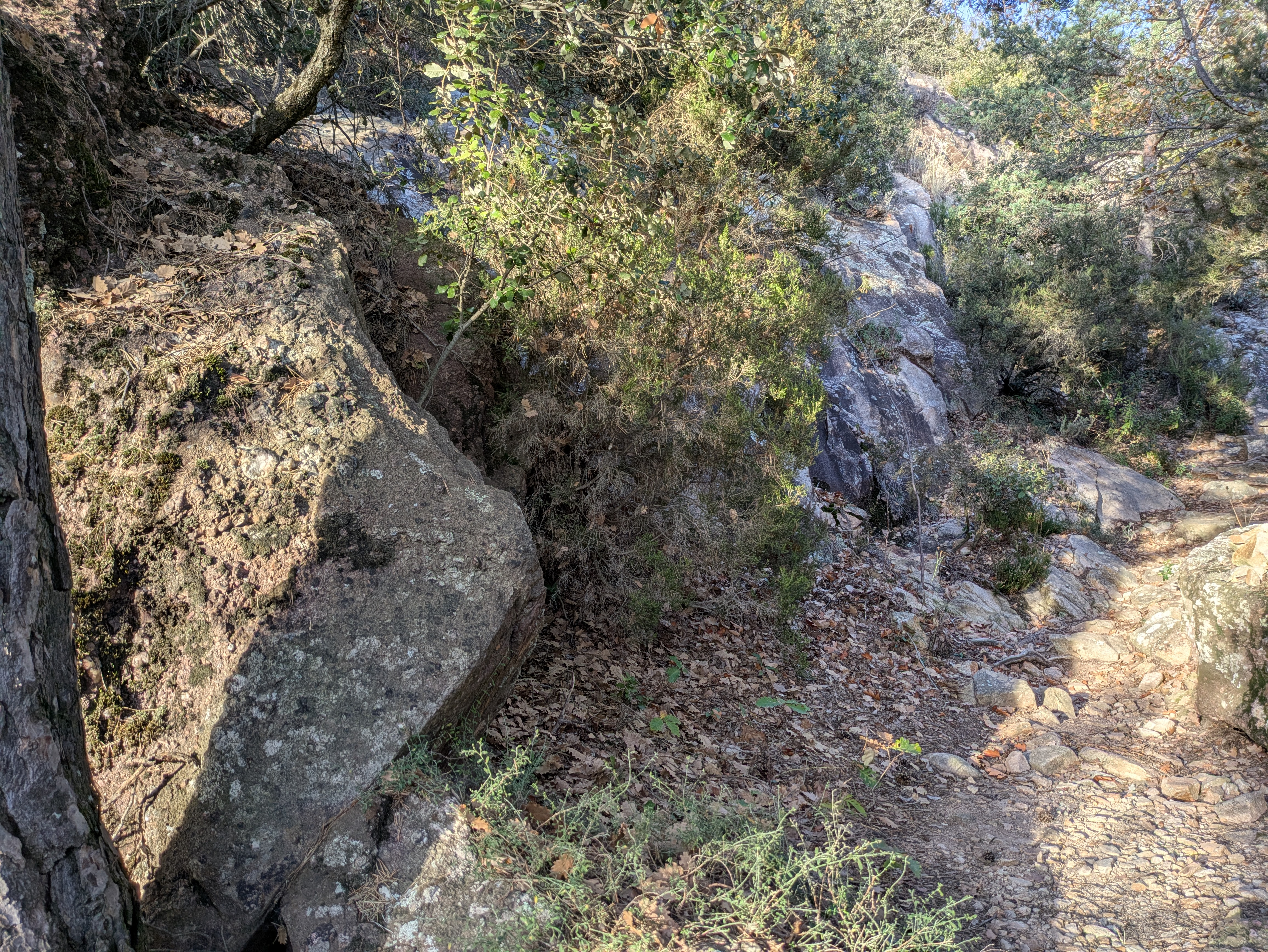
Affleurements de conglomérat paléocène (à gauche) et de granite hercynien (à droite), situés juste au nord du village de Coustouges, à travers laquelle passe la limite du flanc sud de la zone axiale des Pyrénées[11].
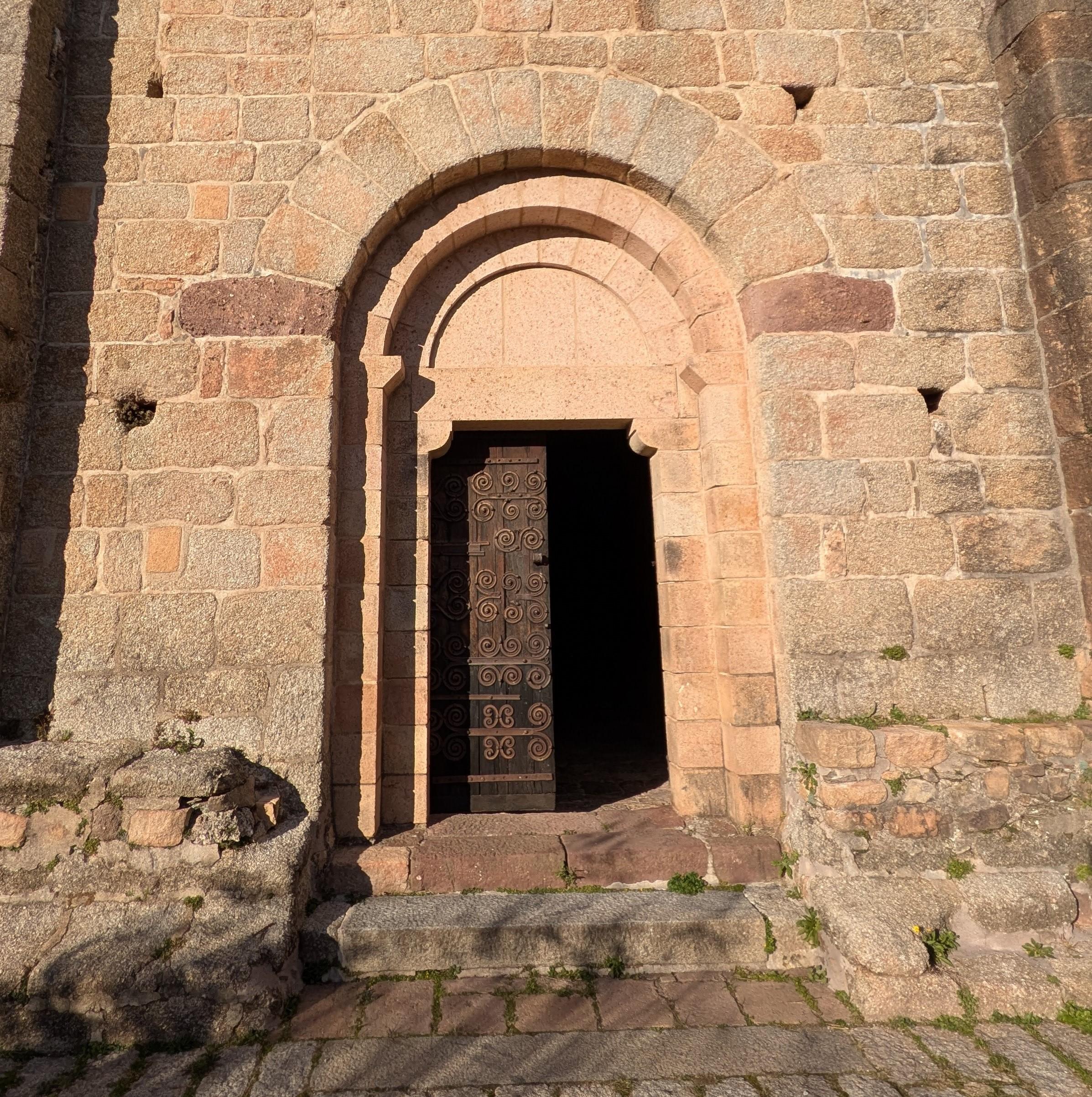
Le portail de l'église Sainte-Marie de Coustouges, construit avec une variété de pierres locales - granit gris et granit rose, conglomérat de couleur lie-de-vin, et grès

### Hydrographie
La Muga sépare le sud de la commune de l'Espagne.

### Climat
Pour des articles plus généraux, voir Climat de l'Occitanie et Climat des Pyrénées-Orientales.
En 2010, le climat de la commune est de type climat océanique altéré, selon une étude du CNRS s'appuyant sur une série de données couvrant la période 1971-2000. En 2020, Météo-France publie une typologie des climats de la France métropolitaine dans laquelle la commune est dans une zone de transition entre le climat de montagne et le climat méditerranéen et est dans la région climatique Pyrénées orientales, caractérisée par une faible pluviométrie, un très bon ensoleillement (2 600 h/an), un air sec, particulièrement en hiver et peu de brouillards.
Pour la période 1971-2000, la température annuelle moyenne est de 11,9 °C, avec une amplitude thermique annuelle de 14,8 °C. Le cumul annuel moyen de précipitations est de 850 mm, avec 6 jours de précipitations en janvier et 6,1 jours en juillet. Pour la période 1991-2020, la température moyenne annuelle observée sur la station météorologique la plus proche, située sur la commune de Serralongue à 8 km à vol d'oiseau, est de 12,7 °C et le cumul annuel moyen de précipitations est de 1 040,0 mm,. Pour l'avenir, les paramètres climatiques de la commune estimés pour 2050 selon différents scénarios d’émission de gaz à effet de serre sont consultables sur un site dédié publié par Météo-France en novembre 2022.

### Milieux naturels et biodiversité
L’inventaire des zones naturelles d'intérêt écologique, faunistique et floristique (ZNIEFF) a pour objectif de réaliser une couverture des zones les plus intéressantes sur le plan écologique, essentiellement dans la perspective d’améliorer la connaissance du patrimoine naturel national et de fournir aux différents décideurs un outil d’aide à la prise en compte de l’environnement dans l’aménagement du territoire.
Une ZNIEFF de type 1 est recensée sur la commune :
le « bassin de Coustouges » (804 ha) et une ZNIEFF de type 2, : 
« le Vallespir » (47 344 ha), couvrant 18 communes du département.

Carte des ZNIEFF de type 1 et 2 à Coustouges.
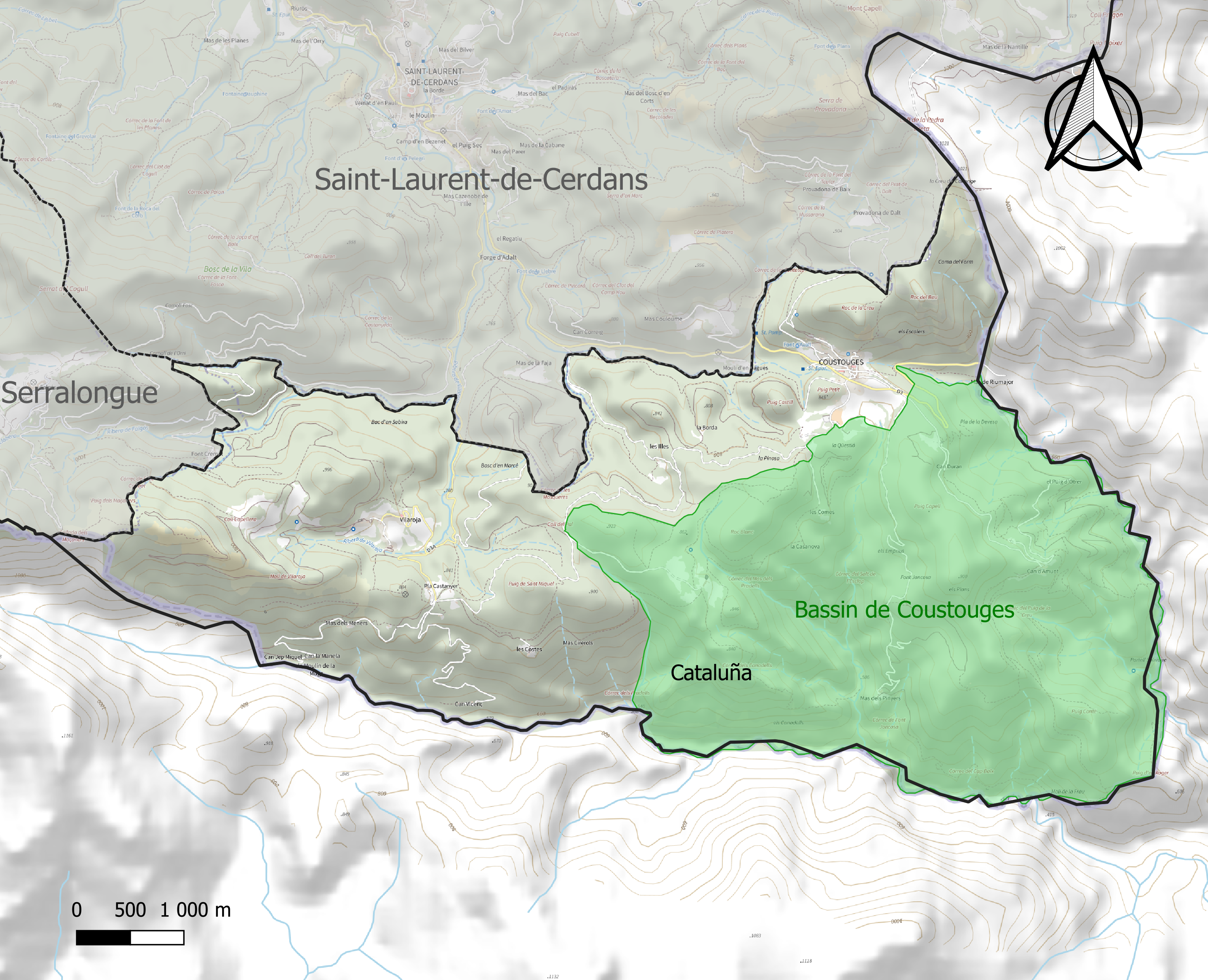
Carte de la ZNIEFF de type 1 sur la commune.
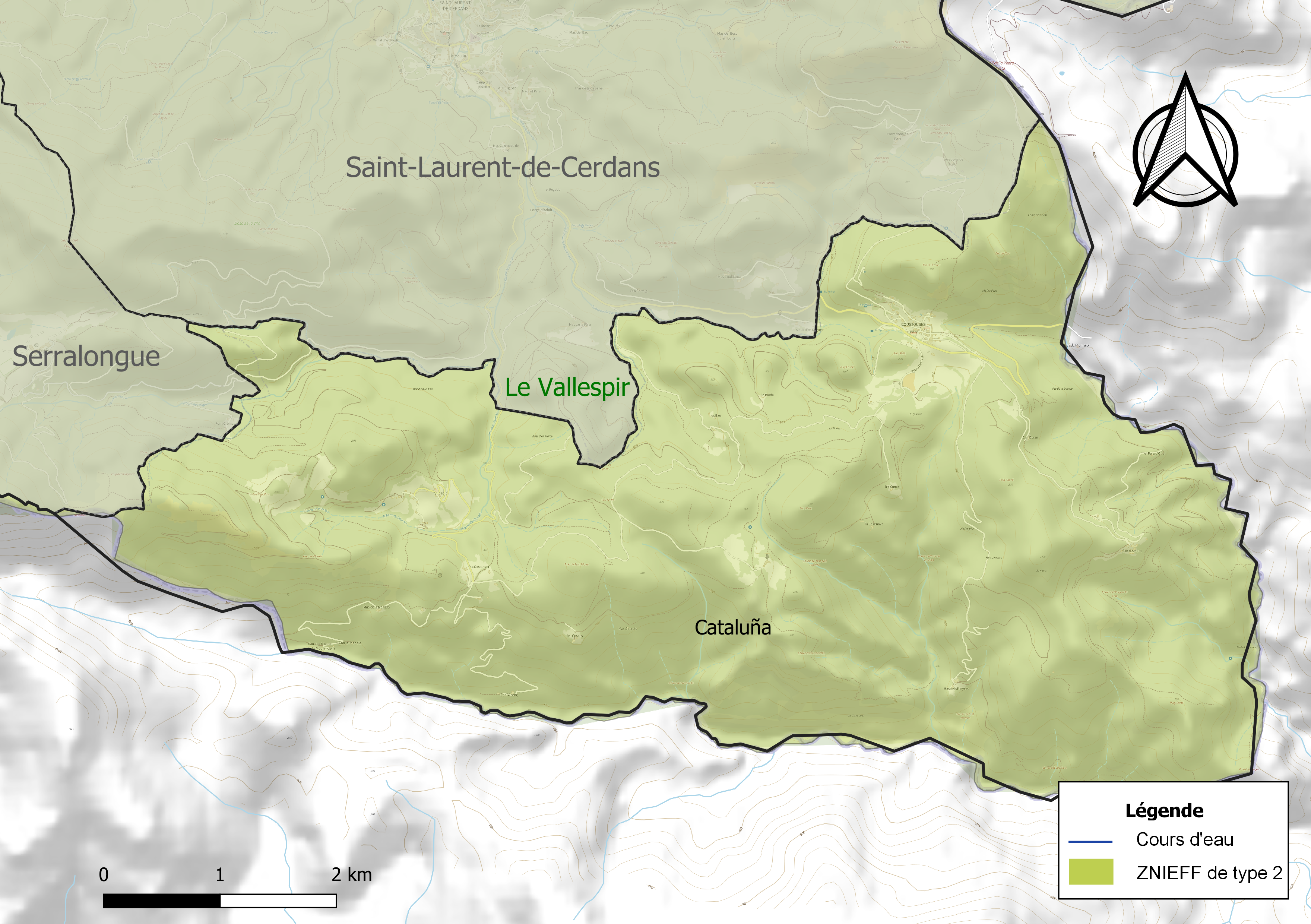
Carte de la ZNIEFF de type 2 sur la commune.

## Urbanisme

### Typologie
Au 1er janvier 2024, Coustouges est catégorisée commune rurale à habitat très dispersé, selon la nouvelle grille communale de densité à sept niveaux définie par l'Insee en 2022.
Elle est située hors unité urbaine et hors attraction des villes,.

### Occupation des sols
L'occupation des sols de la commune, telle qu'elle ressort de la base de données européenne d’occupation biophysique des sols Corine Land Cover (CLC), est marquée par l'importance des forêts et milieux semi-naturels (95,7 % en 2018), en augmentation par rapport à 1990 (94,4 %). La répartition détaillée en 2018 est la suivante : 
forêts (84,4 %), milieux à végétation arbustive et/ou herbacée (11,3 %), prairies (4,3 %). L'évolution de l’occupation des sols de la commune et de ses infrastructures peut être observée sur les différentes représentations cartographiques du territoire : la carte de Cassini (XVIIIe siècle), la carte d'état-major (1820-1866) et les cartes ou photos aériennes de l'IGN pour la période actuelle (1950 à aujourd'hui).

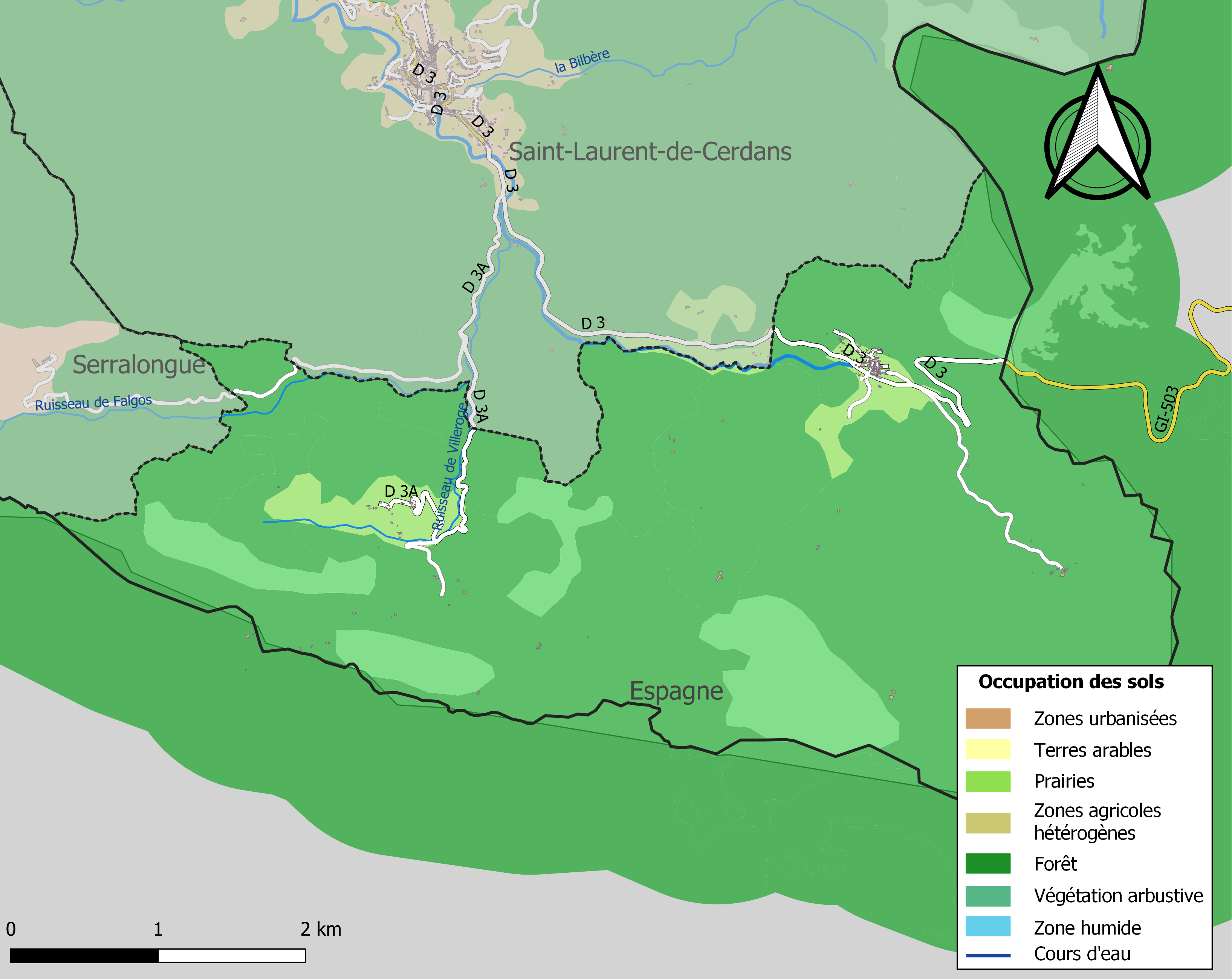
Carte des infrastructures et de l'occupation des sols de la commune en 2018 (CLC).

### Voies de communication et transports
- Accès par la D 3 en provenance de Saint-Laurent-de-Cerdans (France).
- Accès par la GI-503 en provenance de Maçanet de Cabrenys (Espagne).

La ligne 532 du réseau régional liO relie la commune à la gare de Perpignan.

### Risques majeurs
Le territoire de la commune de Coustouges est vulnérable à différents aléas naturels : inondations, climatiques (grand froid ou canicule), feux de forêts, mouvements de terrains et séisme (sismicité moyenne). Il est également exposé à un risque particulier, le risque radon,.

#### Risques naturels
Certaines parties du territoire communal sont susceptibles d’être affectées par le risque d’inondation par crue torrentielle de cours d'eau du bassin du Tech.
Les mouvements de terrains susceptibles de se produire sur la commune sont soit des mouvements liés au retrait-gonflement des argiles, soit des glissements de terrains, soit des chutes de blocs, soit des effondrements liés à des cavités souterraines. Une cartographie nationale de l'aléa retrait-gonflement des argiles permet de connaître les sols argileux ou marneux susceptibles vis-à-vis de ce phénomène. L'inventaire national des cavités souterraines permet par ailleurs de localiser celles situées sur la commune.
Ces risques naturels sont pris en compte dans l'aménagement du territoire de la commune par le biais d'un plan de prévention des risques inondations et mouvements de terrains.

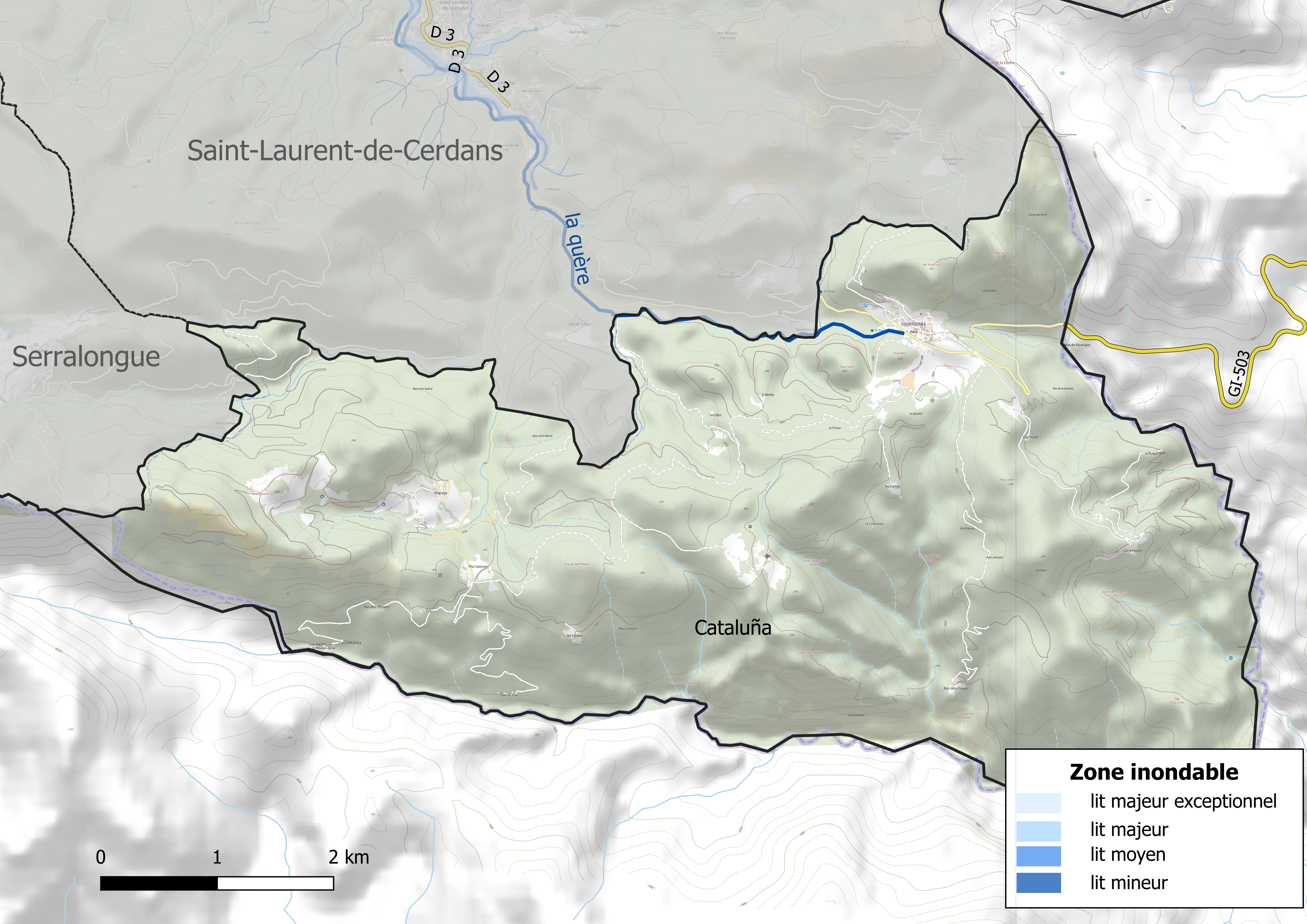
Carte des zones inondables.
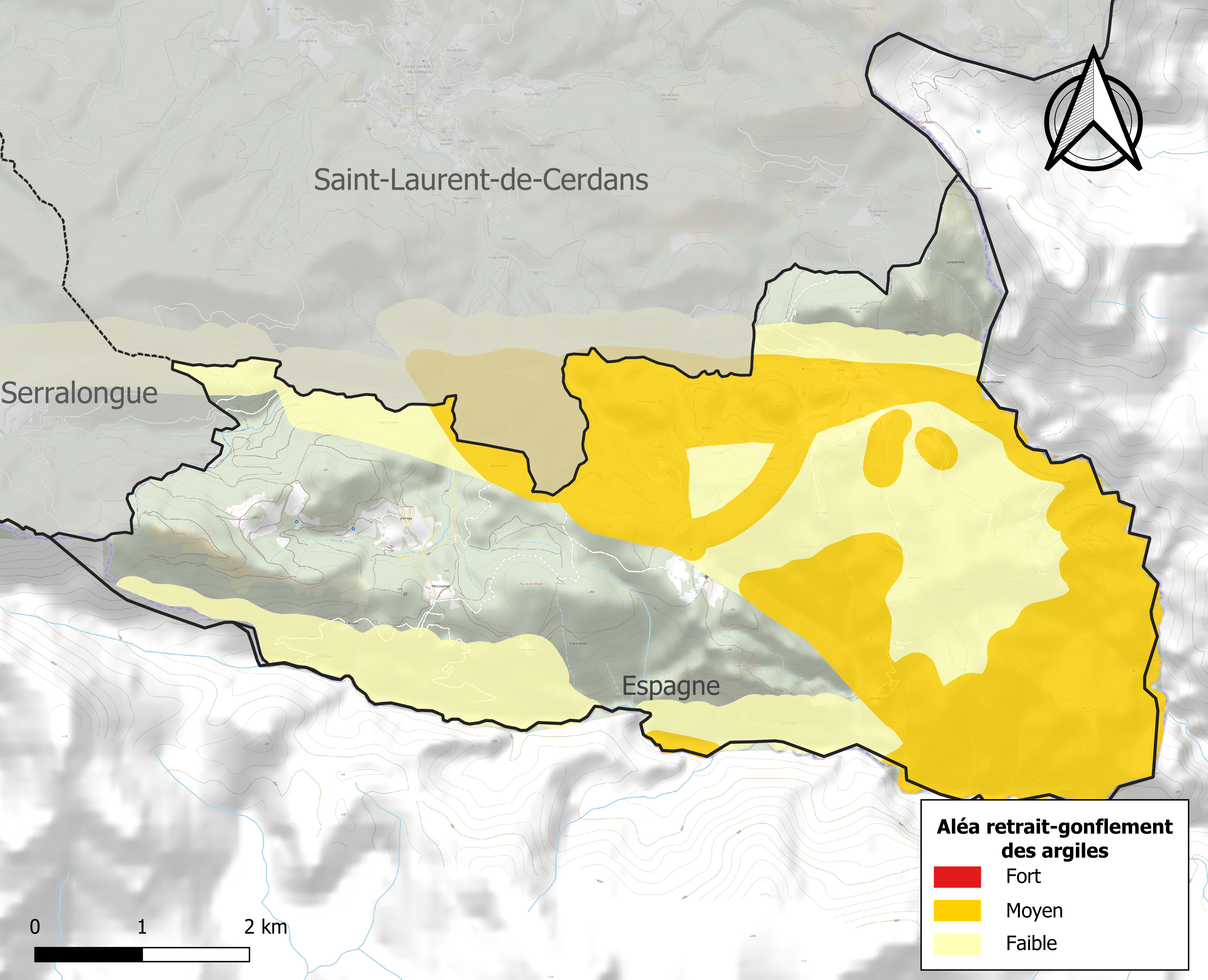
Carte des zones d'aléa retrait-gonflement des argiles.

#### Risque particulier
Dans plusieurs parties du territoire national, le radon, accumulé dans certains logements ou autres locaux, peut constituer une source significative d’exposition de la population aux rayonnements ionisants. Toutes les communes du département sont concernées par le risque radon à un niveau plus ou moins élevé. Selon la classification de 2018, la commune de Coustouges est classée en zone 3, à savoir zone à potentiel radon significatif.

## Toponymie
Formes du nom
Coustouges est mentionnée pour la première fois en 936 sous le nom de Costogia. On rencontre par la suite les formes Custuja et Costoja au Xe siècle, Custodia et Custoja aux XIe siècle et XIIe siècle, Cellera de Costoja en 1200 et Costoia en 1339. Les formes Costoga, Costoia et Custodia ont cours durant les XIVe siècle et XVe siècle. Au XVIIe siècle, on utilise Costuja et Costoja. Le s final, marquant un faux pluriel, n'apparaît que tardivement lors de la francisation du nom, au XIXe siècle, où l'on trouve alors les formes Costoges et Coustouges.
En catalan moderne, le nom de la commune est Costoja. La graphie traditionnelle de Custoja reste toutefois préférable.
Étymologie
Le nom de Coustouges provient du latin Custodia, qui désignait soit un poste de garde, soit une mission de surveillance. Un lieu-dit proche se nomme La Guarda. La position stratégique du village confirme cette étymologie.

## Histoire

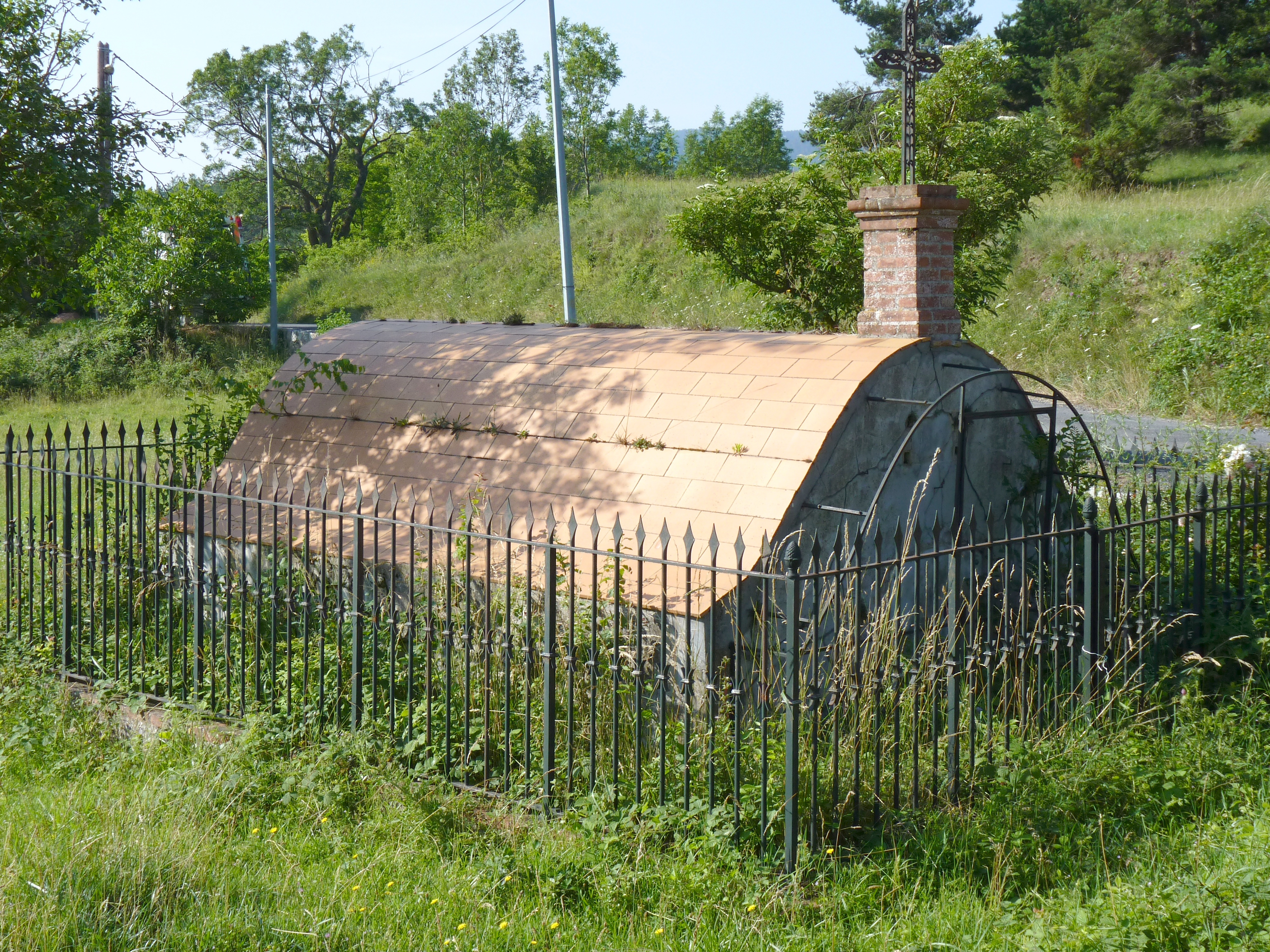
Caveau d'une ancienne famille COSTA.

La commune de Villeroge est créée en 1790 mais rattachée à la commune de Coustouges dès l'an II.

## Politique et administration

### Liste des maires
| Période   | Période      | Identité            | Étiquette | Qualité |
| --------- | ------------ | ------------------- | --------- | ------- |
| 1790      | 1792         | Dauglade            |           |         |
| 1792      | 1793         | Antoine Fons        |           |         |
| 1793      | ?            | Barthélémy Dabozy   |           |         |
| ?         | 1809         | Joseph Deutaner     |           |         |
| 1809      | 1812         | Joseph Baus         |           |         |
| 1812      | 1815         | Taja                |           |         |
| 1815      | 1820         | Jacques Llobet      |           |         |
| 1820      | 15 août 1830 | Jean Dagas          |           |         |
| 1830      | 1843         | Jean Taja           |           |         |
| 1843      | 1846         | Joseph Dagas        |           |         |
| 1846      | 1848         | Damien Berdaguer    |           |         |
| 1848      | 1848         | Abdon Coste         |           |         |
| 1848      | 1855         | Jean Taja           |           |         |
| 1855      | 1865         | Damien Berdaguer    |           |         |
| 1865      | 1871         | Gabriel Berdaguer   |           |         |
| 1871      | 1874         | Jean Baux           |           |         |
| 1874      | 1885         | Gabriel Berdaguer   |           |         |
| 1885      | 1886         | Jacques Baux        |           |         |
| 1886      | 1904         | Gabriel Berdaguer   |           |         |
| 1904      | 1915         | Michel Guitard      |           |         |
| 1915      | 1918         | Jules Serre         |           |         |
| 1918      | 1925         | Michel Guitard      |           |         |
| 1925      | 1927         | André Gélis         |           |         |
| 1927      | 1945         | Jacques Baux        |           |         |
| 1945      | 1947         | Joseph Berdaguer    |           |         |
| 1947      | 1951         | Jean Molins         |           |         |
| 1951      | 1965         | Sauveur Cufi        |           |         |
| 1965      | 1971         | Jean Malirach       |           |         |
| 1971      | 1977         | Jacques Serrat      |           |         |
| 1977      | 1991         | Étienne Cufi        | DVG       |         |
| 1991      | mai 2011     | Jean-Marie Malignon | DVG       |         |
| mai 2011  | mars 2014    | Jean-Claude Barbaud |           |         |
| mars 2014 | En cours     | Michel Anrigo       |           |         |

## Population et société

### Démographie ancienne
La population est exprimée en nombre de feux (f) ou d'habitants (H).
| 1378 | 1515 | 1553 | 1643 | 1709 | 1720 | 1730 | 1767  | 1774 |
| ---- | ---- | ---- | ---- | ---- | ---- | ---- | ----- | ---- |
| 21 f | 3 f  | 5 f  | 26 f | 38 f | 18 f | 55 f | 100 H | 20 f |

| 1789 | 1790  | - | - | - | - | - | - | - |
| ---- | ----- | - | - | - | - | - | - | - |
| 50 f | 571 H | - | - | - | - | - | - | - |

Note : 1553 : pour Coustouges et Villeroge.

### Démographie contemporaine
L'évolution du nombre d'habitants est connue à travers les recensements de la population effectués dans la commune depuis 1793. Pour les communes de moins de 10 000 habitants, une enquête de recensement portant sur toute la population est réalisée tous les cinq ans, les populations de référence des années intermédiaires étant quant à elles estimées par interpolation ou extrapolation. Pour la commune, le premier recensement exhaustif entrant dans le cadre du nouveau dispositif a été réalisé en 2008.

En 2022, la commune comptait 93 habitants, en évolution de −9,71 % par rapport à 2016 (Pyrénées-Orientales : +3,92 %, France hors Mayotte : +2,11 %).
| 1793 | 1800 | 1806 | 1821 | 1831 | 1836 | 1841 | 1846 | 1851 |
| ---- | ---- | ---- | ---- | ---- | ---- | ---- | ---- | ---- |
| 60   | 457  | 409  | 517  | 550  | 566  | 568  | 600  | 587  |

| 1856 | 1861 | 1866 | 1872 | 1876 | 1881 | 1886 | 1891 | 1896 |
| ---- | ---- | ---- | ---- | ---- | ---- | ---- | ---- | ---- |
| 551  | 547  | 543  | 530  | 565  | 476  | 480  | 519  | 502  |

| 1901 | 1906 | 1911 | 1921 | 1926 | 1931 | 1936 | 1946 | 1954 |
| ---- | ---- | ---- | ---- | ---- | ---- | ---- | ---- | ---- |
| 532  | 522  | 531  | 423  | 415  | 363  | 288  | 303  | 285  |

| 1962 | 1968 | 1975 | 1982 | 1990 | 1999 | 2006 | 2008 | 2013 |
| ---- | ---- | ---- | ---- | ---- | ---- | ---- | ---- | ---- |
| 233  | 207  | 171  | 163  | 119  | 134  | 118  | 113  | 108  |

| 2018 | 2022 | - | - | - | - | - | - | - |
| ---- | ---- | - | - | - | - | - | - | - |
| 93   | 93   | - | - | - | - | - | - | - |

| selon la population municipale des années : | 1968 | 1975 | 1982 | 1990 | 1999 | 2006 | 2009 | 2013 |
| Rang de la commune dans le département      | 139  | 160  | 147  | 160  | 161  | 168  | 173  | 181  |
| Nombre de communes du département           | 232  | 217  | 220  | 225  | 226  | 226  | 226  | 226  |

### Manifestations culturelles et festivités
- Fête patronale : 15 et 16 août[48] ;
- Fête champêtre de la saint-Michel : dernier dimanche de septembre[48].

## Économie

### Revenus de la population et fiscalité
En 2010, le revenu fiscal médian par ménage était de 18 078 €.

### Entreprises et commerces

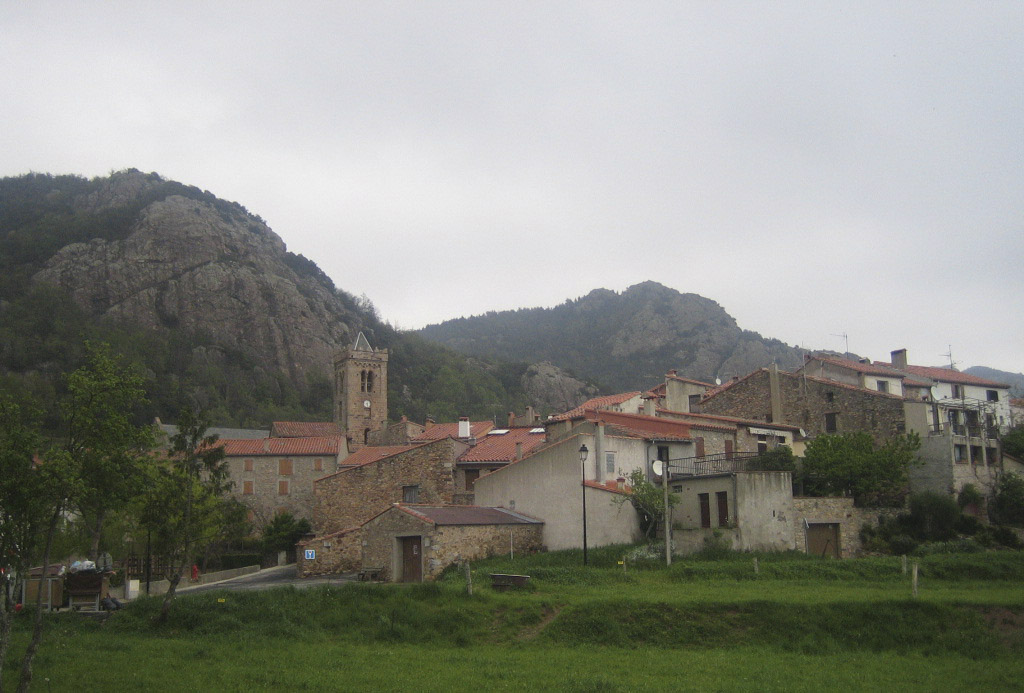
Vue d'ensemble

## Culture locale et patrimoine

### Monuments et lieux touristiques

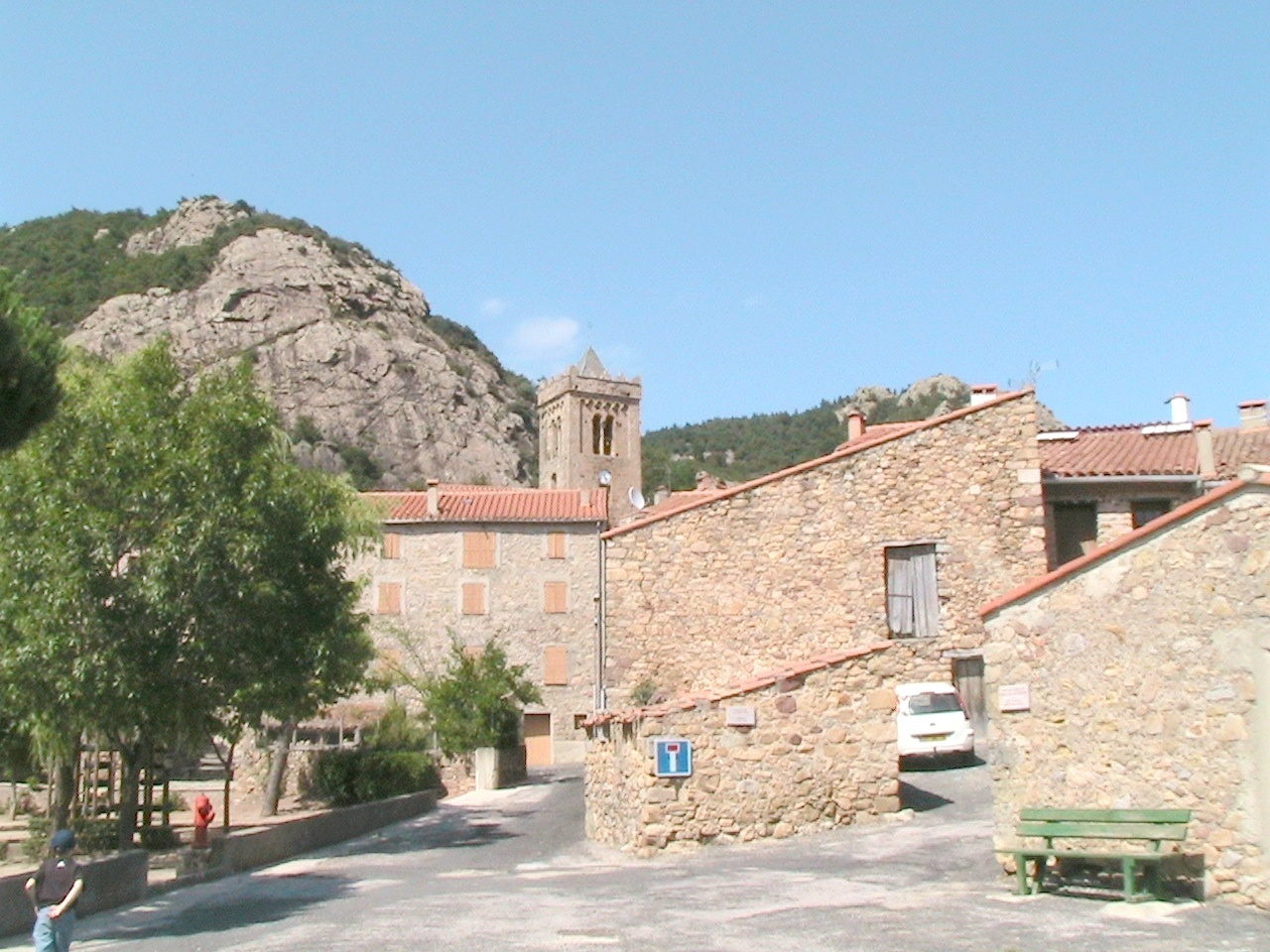
Vue de l'église depuis la place.

On trouve dans le village plusieurs plaques bilingues aux noms fantaisistes indiquant les noms des rues et des places.
L'église Sainte-Marie ( Classé MH (1840)) est d'époque romane. Elle est en bon état de conservation malgré le fait que son portail a la particularité d'avoir été taillé dans la pierre tendre, et non dans le marbre comme celui de la plupart des édifices.
Le hameau de Villeroge possède sa propre église, dédiée à Saint-Michel.
- Église Saint-Michel de Villeroge.
- Chapelle Notre-Dame-du-Pardon de Can Damunt.

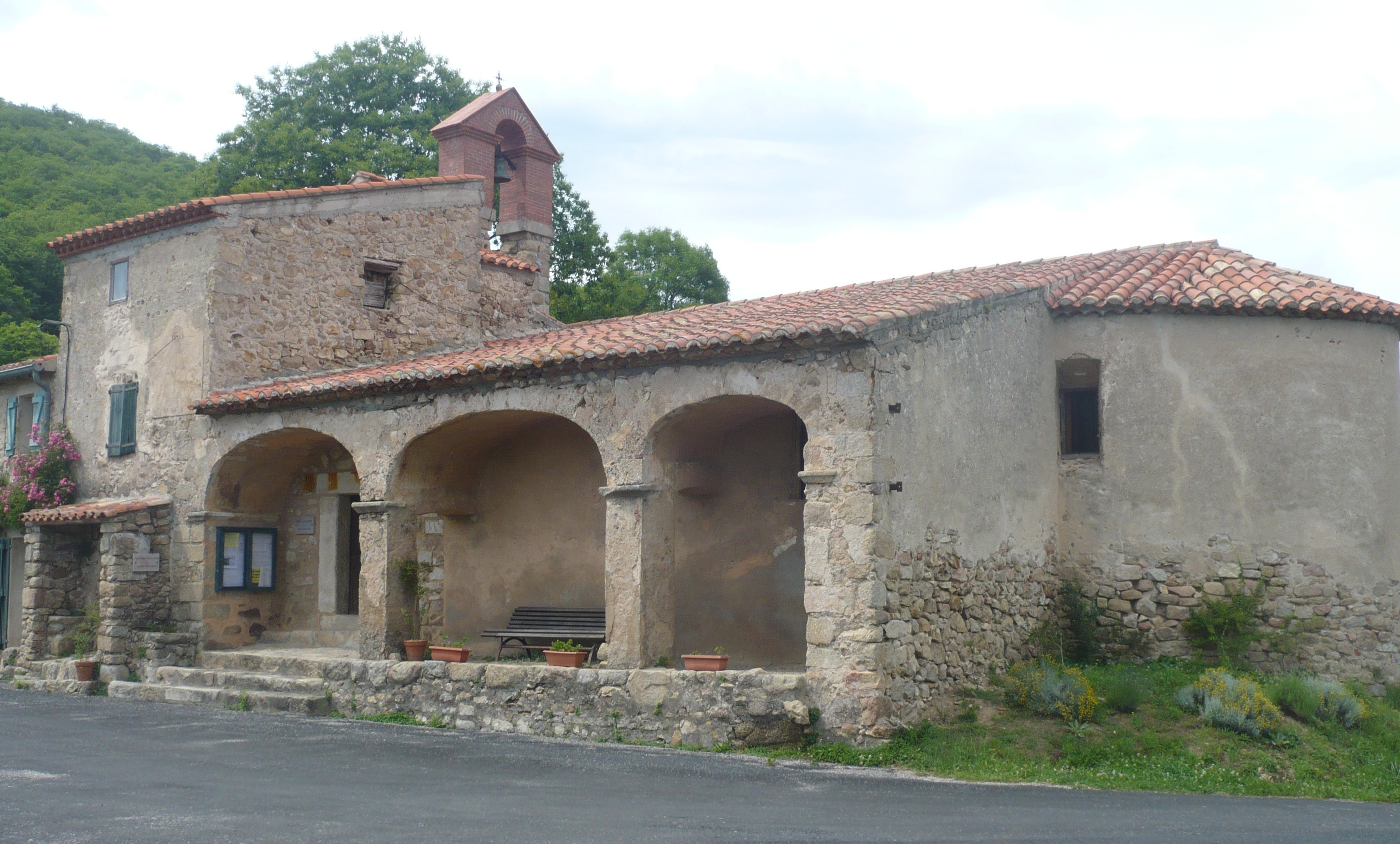
Église Saint-Michel de Villeroge
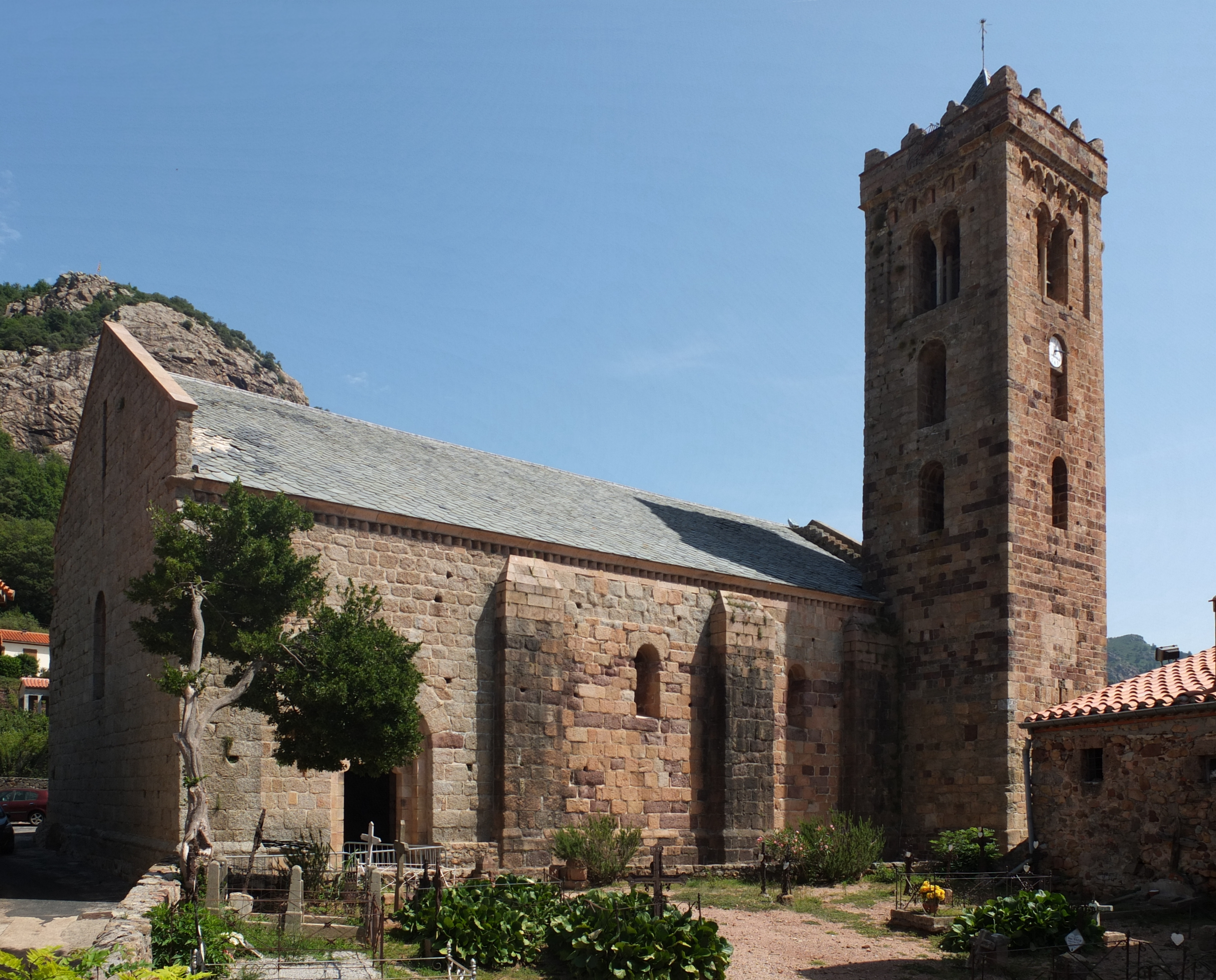
Église Sainte-Marie de Coustouges

### Personnalités liées à la commune
- Francesc Sabaté Llopart (1915-1960) : anarchiste, maquisard anti-franquiste, ayant vécu quelques années à Coustouges ;
- François Pinault (1936-) : homme d'affaires français, ayant acquis une maison à Coustouges en septembre 2004[réf. nécessaire] ;
- Alain Rollat (1943-) : journaliste y possédant une maison de famille[réf. nécessaire] ;
- Shakira (1977-) : la chanteuse colombienne possède une résidence à Villeroge[51].